# تفلق الماء

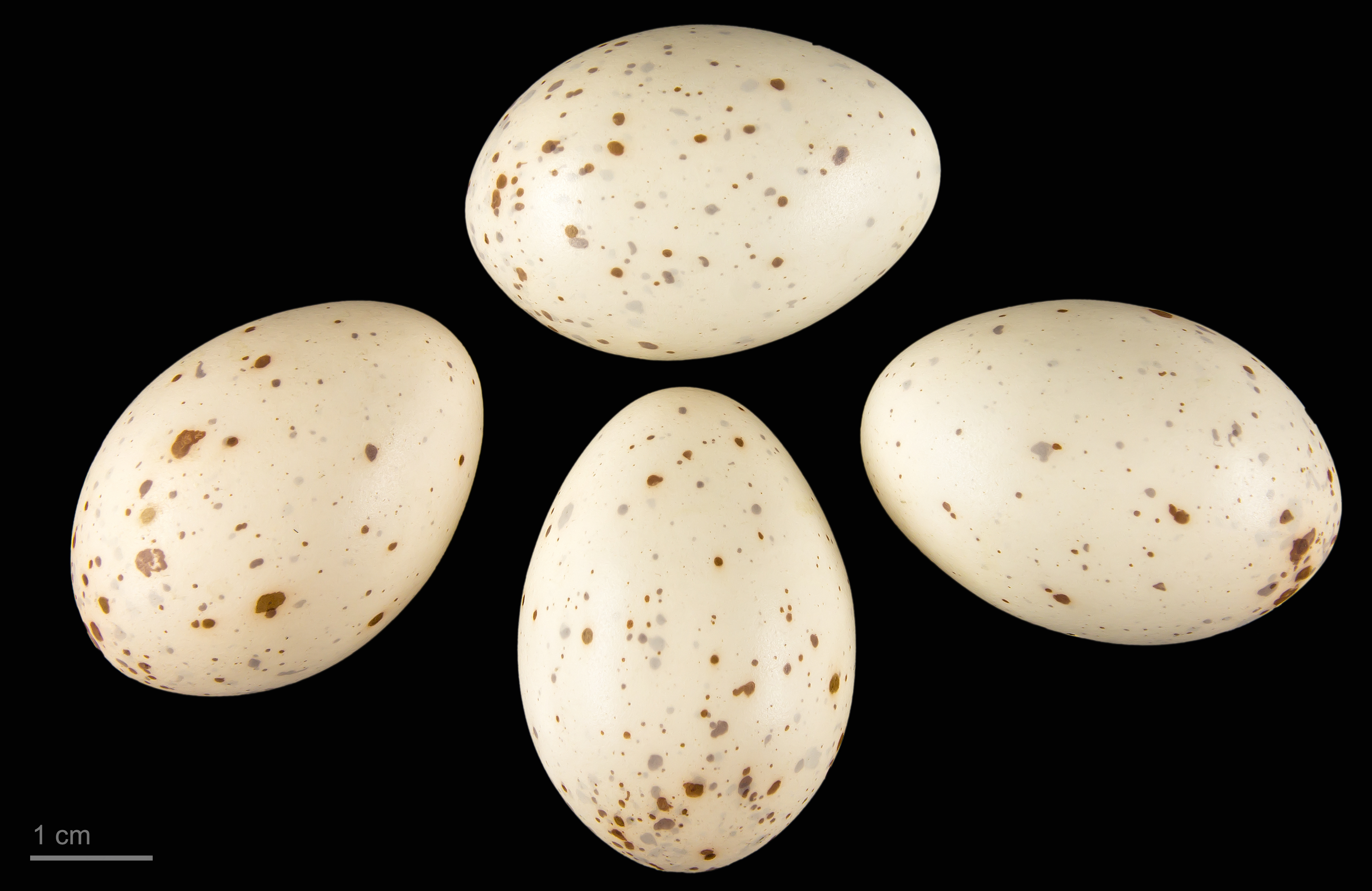
بيض مرعة الماء

مرعة الماء (الاسم العلمي: Rallus aquaticus) (بالإنجليزية: Water Rail)‏ هي نوع من الطيور تتبع جنس المرعة من فصيلة المرعات. تصعب مشاهدة هذالطائر الغريب الشكل، فهو يفضل الاختباء بين المناطق الزراعية الرطبة، ويفضل التنقل ماشياً. وكما نشاهد فجسمه ثقيل ومستدير لايناسب حركة الطيران السريعة. أيضاً رجليه، فهما كبيرتان تساعد انه على المشي على الأعشاب المائية بسهولة. يفضل المناطق العشبية الرطبة والمستنقعات وبرك الماء الكثيفة الأشجار.